# Annals of the South African Museum
Annals of the South African Museum, (en abrégé Ann. S. African Mus), est une revue illustrée avec des descriptions botaniques publiée en Afrique du Sud depuis 1898.